# Gornja Brštanica
Gornja Brštanica je naseljeno mjesto u općini Višegradu, Republika Srpska, BiH.

## Stanovništvo
Nacionalni sastav stanovništva 1991. godine, bio je sljedeći:
| Narod     | Broj stanovnika |
| --------- | --------------- |
| Muslimani | 48              |
| Ostali    | 1               |
| Ukupno    | 49              |